# Бобрицький Павло Сергійович
Павло́ Сергі́йович Бобри́цький (1996—2022) — лейтенант Збройних сил України, учасник російсько-української війни, що відзначився під час російського вторгнення в Україну. Герой України (2025, посмертно).

## Життєпис
Народився 5 липня 1996 в с. Козіївка Харківської області. Після закінчення школи здобув фах водія-тракториста в Краснокутському ліцеї. 
У 2014, з початком російсько-української війни, добровільно став до лав Збройних сил України. Пройшов підготовку в 169-му навчальному центрі «Десна», після чого служив у 36-й окремій бригаді морської піхоти. Брав участь в АТО на сході України та обороні Маріуполя. Згодом уклав контракт на проходження військової служби у складі 92-ї окремої механізованої бригади.
Здобув військову освіту в Національній академії Сухопутних військ імені Петра Сагайдачного та отримав офіцерське звання. Випуск відбувся достроково 5 березня 2022 року.
Під час російського вторгнення в Україну командував взводом у 4-й окремій танковій бригаді Сухопутних військ ЗСУ.
Загинув 5 червня 2022 року під час виконання бойового завдання в районі села Гусарівка Харківської області.
Похований у рідному селі Козіївка.

## Нагороди
- Звання Герой України з удостоєнням ордена «Золота Зірка» (21 лютого 2025, посмертно) — за особисту мужність і героїзм, виявлені у захисті державного суверенітету та територіальної цілісності України, самовіддане служіння Українському народові[3].
- Медаль «Захиснику Вітчизни» (12 липня 2022)[4].